# Linea Suigun

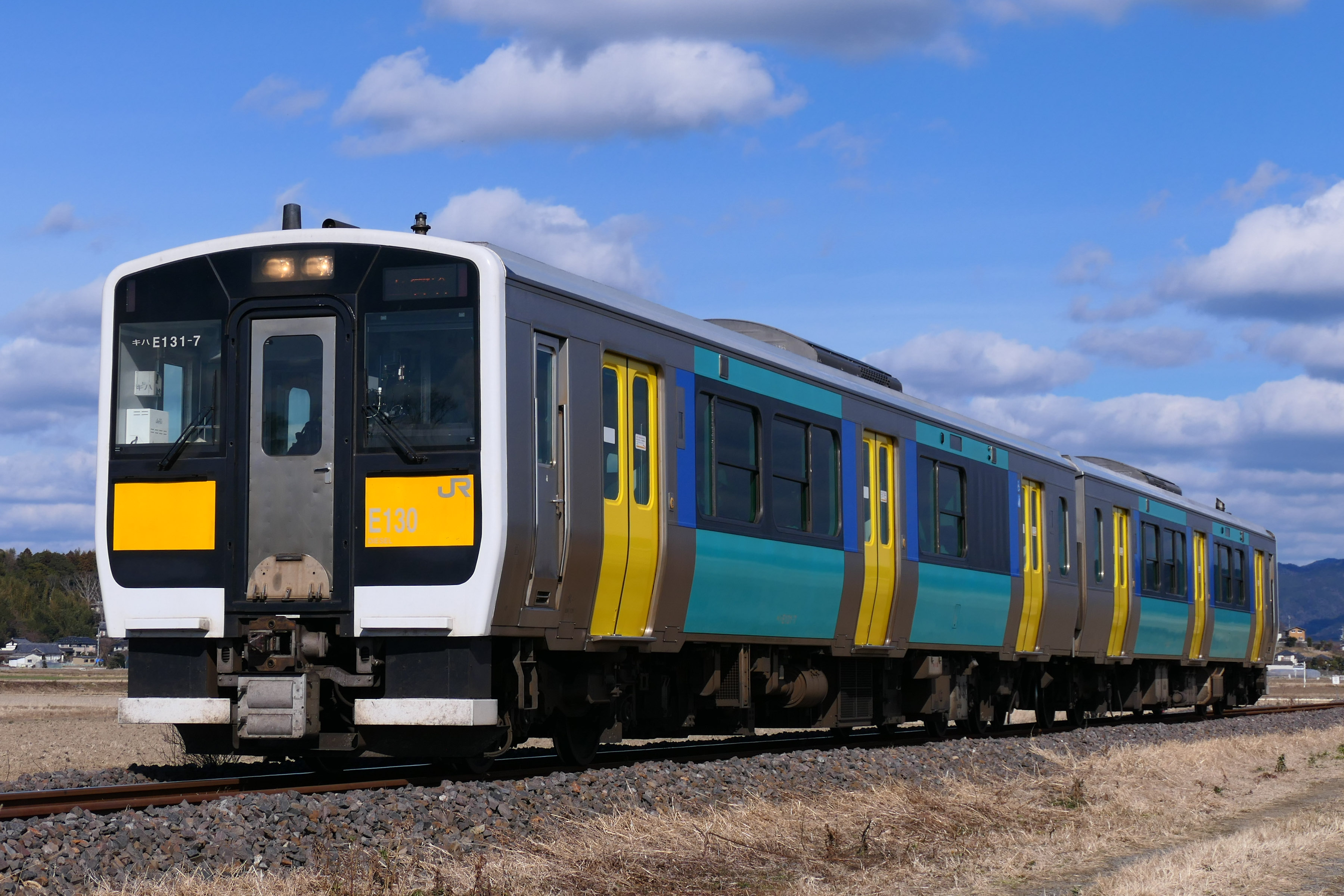
Treno diesel della serie kiHa E130

La linea Suigun (水郡線?, Suigun-sen) è una ferrovia regionale a scartamento ridotto di 137 km situata in Giappone e interamente gestita da JR East. Collega le città di Kōriyama e Mito unendo le prefetture di Fukushima e Ibaraki. Sebbene la linea inizi ufficialmente alla stazione di Asaka-Nagamori, a Kōriyama, tutti i treni proseguono fino alla stazione centrale di quest'ultima, percorrendo per un breve tratto la linea principale Tōhoku. Il nome della linea si riferisce ai nomi dei due centri collegati: Kōriyama (郡山) e Mito (水戸). È presente una breve diramazione fra Kami-Sugaya e Hitachi-Ōta nella prefettura di Ibaraki.

## Servizi
Sulla linea i treni percorrono tutto il tratto fra Mito e Kōriyama (13 coppie al giorno) con una frequenza bioraria, innalzata a frequenza oraria fra Mito e Kami-Sugaya. La maggior parte dei servizi sono fra Mito e Hitachi-Ōmiya o Hitachi-Daigo. Fra quest'ultima e Koriyama il numero di treni è inferiore, con fasce orarie scoperte di 2-3 ore durante il mattino.
Fra Hitachi-Daigo e Kōriyama sono presenti alcuni rinforzi (due per Kōriyama, uno per Hitachi-Daigo), una coppia fra Kōriyama e Iwaki-Ishikawa e un trano serale per Kōriyama da Iwaki-Tanakura che ritorna a Mito la mattina. In certi periodi dell'anno vengono aggiunti treni stagionali.

## Stazioni
La linea è percorsa solo da treni locali

### Linea principale
| Stazione                              | Giapponese | Distanza | Distanza | Collegamenti |    | Posizione                  | Posizione |
| Stazione                              | Giapponese | Interst. | Totale   | Collegamenti |    | Posizione                  | Posizione |
| ------------------------------------- | ---------- | -------- | -------- | --- | -- | -------------------------- | --------- |
| Mito                                  | 水戸       | -        | 0.0      | Linea Jōban Linea Ōarai Kashima                                                                                                  | ∨  | Mito                       | Ibaraki   |
| Hitachi-Aoyagi                        | 常陸青柳   | 1.9      | 1.9      | | ◇  | Hitachinaka                | Ibaraki   |
| Hitachi-Tsuda                         | 常陸津田   | 2.2      | 4.1      | | ｜ | Hitachinaka                | Ibaraki   |
| Godai                                 | 後台       | 2.4      | 6.5      | | ｜ | Naka                       | Ibaraki   |
| Shimo-Sugaya                          | 下菅谷     | 1.3      | 7.8      | | ◇  | Naka                       | Ibaraki   |
| Naka-Sugaya                           | 中菅谷     | 1.2      | 9.0      | | ｜ | Naka                       | Ibaraki   |
| Kami-Sugaya                           | 上菅谷     | 1.1      | 10.1     | Linea Suigun (per Hitachi-Ōta)                                                                                                   | ◇  | Naka                       | Ibaraki   |
| Hitachi-Kōnosu                        | 常陸鴻巣   | 3.3      | 13.4     | | ｜ | Naka                       | Ibaraki   |
| Urizura                               | 瓜連       | 3.3      | 16.7     | | ◇  | Naka                       | Ibaraki   |
| Shizu                                 | 静         | 1.4      | 18.1     | | ｜ | Naka                       | Ibaraki   |
| Hitachi-Ōmiya                         | 常陸大宮   | 5.3      | 23.4     | | ◇  | Hitachiōmiya               | Ibaraki   |
| Tamagawamura                          | 玉川村     | 5.4      | 28.8     | | ◇  | Hitachiōmiya               | Ibaraki   |
| Nogamihara                            | 野上原     | 3.7      | 32.5     | | ｜ | Hitachiōmiya               | Ibaraki   |
| Yamagatajuku                          | 山方宿     | 2.7      | 35.2     | | ◇  | Hitachiōmiya               | Ibaraki   |
| Naka-Funyū                            | 中舟生     | 2.7      | 37.9     | | ｜ | Hitachiōmiya               | Ibaraki   |
| Shimo-Ogawa                           | 下小川     | 2.8      | 40.7     | | ◇  | Hitachiōmiya               | Ibaraki   |
| Saigane                               | 西金       | 3.4      | 44.1     | | ｜ | Daigo Kuji                 | Ibaraki   |
| Kami-Ogawa                            | 上小川     | 3.2      | 47.3     | | ◇  | Daigo Kuji                 | Ibaraki   |
| Fukuroda                              | 袋田       | 4.5      | 51.8     | | ｜ | Daigo Kuji                 | Ibaraki   |
| Hitachi-Daigo                         | 常陸大子   | 3.8      | 55.6     | | ◇  | Daigo Kuji                 | Ibaraki   |
| Shimonomiya                           | 下野宮     | 6.4      | 62.0     | | ｜ | Daigo Kuji                 | Ibaraki   |
| Yamatsuriyama                         | 矢祭山     | 4.9      | 66.9     | | ｜ | Yamatsuri Higashishirakawa | Fukushima |
| Higashidate                           | 東館       | 4.1      | 71.0     | | ◇  | Yamatsuri Higashishirakawa | Fukushima |
| Minami-Ishii                          | 南石井     | 2.8      | 73.8     | | ｜ | Yamatsuri Higashishirakawa | Fukushima |
| Iwaki-Ishii                           | 磐城石井   | 1.1      | 74.9     | | ｜ | Yamatsuri Higashishirakawa | Fukushima |
| Iwaki-Hanawa                          | 磐城塙     | 6.4      | 81.3     | | ◇  | Hanawa Higashishirakawa    | Fukushima |
| Chikatsu                              | 近津       | 5.1      | 86.4     | | ｜ | Tanagura Higashishirakawa  | Fukushima |
| Nakatoyo                              | 中豊       | 2.4      | 88.8     | | ｜ | Tanagura Higashishirakawa  | Fukushima |
| Iwaki-Tanakura                        | 磐城棚倉   | 1.7      | 90.5     | | ◇  | Tanagura Higashishirakawa  | Fukushima |
| Iwaki-Asakawa                         | 磐城浅川   | 6.5      | 97.0     | | ◇  | Asakawa Ishikawa           | Fukushima |
| Satoshiraishi                         | 里白石     | 3.0      | 100.0    | | ｜ | Asakawa Ishikawa           | Fukushima |
| Iwaki-Ishikawa                        | 磐城石川   | 5.3      | 105.3    | | ◇  | Ishikawa                   | Fukushima |
| Nogisawa                              | 野木沢     | 4.8      | 110.1    | | ｜ | Ishikawa                   | Fukushima |
| Kawabeoki                             | 川辺沖     | 2.5      | 112.6    | | ｜ | Tamakawa Ishikawa          | Fukushima |
| Izumigō                               | 泉郷       | 2.7      | 115.3    | | ｜ | Tamakawa Ishikawa          | Fukushima |
| Kawahigashi                           | 川東       | 6.9      | 122.2    | | ◇  | Sukagawa                   | Fukushima |
| Oshioe                                | 小塩江     | 3.8      | 126.0    | | ｜ | Sukagawa                   | Fukushima |
| Yatagawa                              | 谷田川     | 2.9      | 128.9    | | ◇  | Kōriyama                   | Fukushima |
| Iwaki-Moriyama                        | 磐城守山   | 3.2      | 132.1    | | ｜ | Kōriyama                   | Fukushima |
| Asaka-Nagamori                        | 安積永盛   | 5.4      | 137.5    | Linea principale Tōhoku (per Kuroiso)                                                                                            | ∧  | Kōriyama                   | Fukushima |
| Tutti i treni proseguono per Kōriyama |            |          |          | |    |                            |           |
| Kōriyama                              | 郡山       | 4.9      | 142.4    | Tōhoku Shinkansen Yamagata Shinkansen Linea principale Tōhoku (per Fukushima Linea Ban'etsu orientale Linea Ban'etsu occidentale | ∥  | Kōriyama                   | Fukushima |

### Diramazione per Hitachi-Ōta
| Stazione       | Giapponese | Distanza da Kami-Sugaya | Distanza da Kami-Sugaya | Collegamenti              | Posizione  | Posizione |
| Stazione       | Giapponese | Interst.                | Totale                  | Collegamenti              | Posizione  | Posizione |
| -------------- | ---------- | ----------------------- | ----------------------- | ------------------------- | ---------- | --------- |
| Kami-Sugaya    | 上菅谷     | -                       | 0.0                     | Linea Suigun (principale) | Naka       | Ibaraki   |
| Minami-Sakaide | 南酒出     | 2.5                     | 2.5                     |                           | Naka       | Ibaraki   |
| Nukada         | 額田       | 1.1                     | 3.6                     |                           | Naka       | Ibaraki   |
| Kawai          | 河合       | 3.1                     | 6.7                     |                           | Hitachiōta | Ibaraki   |
| Yagawara       | 谷河原     | 1.5                     | 8.2                     |                           | Hitachiōta | Ibaraki   |
| Hitachi-Ōta    | 常陸太田   | 1.3                     | 9.5                     |                           | Hitachiōta | Ibaraki   |

Informazioni sui binari
- Sezione a doppio binario: "∥"
- Binari di precedenza per il sorpasso/incrocio treni: "◇", "∨", "^"
- Impossibilità di incrocio: "｜"